# Count Basie
Count Basie, pseudonimo di William Allen Basie (Red Bank, 21 agosto 1904 – Hollywood, 26 aprile 1984), è stato un pianista, compositore e bandleader statunitense di musica jazz.

## Biografia

### Gli inizi
William Allen Basie nacque il 21 agosto 1904, a Red Bank, nel New Jersey, USA. Entrambi i suoi genitori erano musicisti. All'inizio si cimentò con la batteria, ma in quello strumento ebbe come rivale un suo amico, Sonny Greer, che poi sarebbe diventato batterista della band di Duke Ellington, così passò al pianoforte, ricevendo le prime lezioni da sua madre, pianista. Ebbe contatti con altri pianisti di Harlem, in particolare Fats Waller. Prima dei suoi 20 anni aveva già suonato in circuiti vaudeville come pianista solista, accompagnatore e direttore musicale per cantanti blues, ballerini e attori.
Nel 1927 arrivò a Kansas City, accompagnando un gruppo in tour; qui rimase, dapprima suonando come pianista nei cinema dove si proiettavano film muti. Nel luglio 1928 si unì ai Blue Devils di Walter Page, che includevano il cantante Jimmy Rushing; entrambi sarebbero poi diventati importanti componenti della band dello stesso Basie. All'inizio del 1929 Count Basie lasciò i Blue Devils per suonare con altre due band meno famose. Sempre in quell'anno entrò nella Kansas City Orchestra di Bennie Moten, come fecero dopo poco gli altri membri chiave dei Blue Devils.

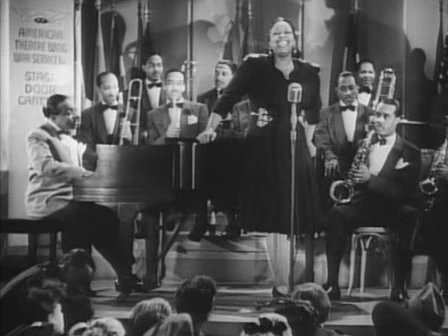
L'orchestra di Count Basie con la cantante Ethel Waters

Bennie Moten morì nel 1935; la band continuò sotto la guida di Buster Moten ma Basie se ne andò poco dopo. Sempre in quell'anno, con Buster Smith e diversi altri componenti della band di Moten, formò un nuovo gruppo di nove musicisti, inclusi "Papa" Jo Jones, Walter Page, Freddie Green e in seguito Lester Young; col nome di Barons of Rhythm diventarono presenza fissa al Reno Club di Kansas City. Fu in questo periodo che Basie assunse il soprannome di "Count", il Conte, seguendo l'esempio di "Duke" Ellington e di Earl Hines.
La trasmissione per radio della musica del gruppo, nel 1936, portò a contratti con un'agenzia di spettacoli nazionale e con la casa discografica Decca Records. Il contratto si fece più importante e nel giro di un anno la Count Basie Orchestra, come ormai si era chiamata, diventò una delle principali big band dell'era dello swing. Tra i solisti si distinguevano Young, Hershel Evans e Jack Washington (sax), Buck Clayton e Harry "Sweets" Edison (trombe), Vic Dickenson e Dickie Wells (tromboni). Suonò al Grand Terrace a Chicago e al Roseland di New York per poi tornare a Chicago, al Ritz Carlton Hotel e infine ancora a New York, nel piccolo club Famous Door.
Alla fine degli anni trenta, la band aveva acquisito fama internazionale con pezzi come One o'clock jump (1937), Jumpin' at the Woodside (1938) e Taxi War Dance (1939).
Nel 1939 passò dalla Decca alla Columbia, e si spostò sulla Costa Ovest, dove ebbe modo di apparire, insieme alla sua band, in cinque film usciti a poco tempo l'uno dall'altro, nel 1943: Hit Parade of 1943, Reveille with Beverly, Stage Door Canteen, Top Man e Crazy House.
In quegli anni incise pezzi di successo come I Didn't Know About You, Red Bank Blues, Rusty Dusty Blues. Solisti di spicco, tra gli altri, Buddy Tate, Don Byas, Illinois Jacquet, Arnett Cobb (tutti al sax tenore). In seguito cambiò ancora etichetta passando alla RCA Victor, con cui pubblicò tra gli altri i pezzi Open the Door, Richard! che nel 1947 raggiunse la prima posizione nella Billboard Hot 100, Free Eats, One O'Clock Boogie e I Ain't Mad at You (You Ain't Mad at Me).

### Gli anni 50 e la big band

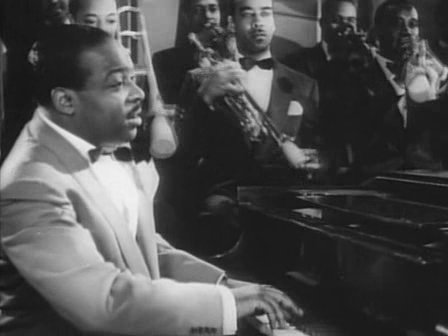
Count Basie nel film Stage Door Canteen

Nel 1950 la popolarità della band era in declino e problemi finanziari costrinsero Basie a scioglierla (come furono costrette allo scioglimento tutte le grandi orchestre del tempo, ad eccezione di quella di Duke Ellington). Per i seguenti due anni diresse un gruppo con un numero di componenti variabile tra sei e nove; tra i suoi musicisti c'erano Clark Terry, Wardell Gray, Buddy DeFranco, Serge Chaloff e Buddy Rich. Una vera e propria band Basie la rimise in piedi nel 1952, con l'aiuto del cantante e suo grande amico Billy Eckstine (per la cui orchestra aveva scritto gli arrangiamenti a metà degli anni quaranta).
In seguito a numerose registrazioni in studio e dal vivo, Count Basie divenne un punto di riferimento del jazz e la sua band una sorta di istituzione e scuola per giovani musicisti, come Frank Foster, Frank Wess, Eric Dixon, Eddie "Lockjaw" Davis (sax), Thad Jones, Joe Newman, Sam Noto (tromba), Al Grey e Jimmy Cleveland (trombone), Sonny Payne (batteria).
Nel 1954 compì il primo tour in Europa, arrivando anche in Scandinavia: il cantante della band era Billy Eckstine (col quale nel 1959 avrebbe registrato un disco considerato uno classico della storia del jazz: "Basie and Eckstine Inc.", che si avvale degli arrangiamenti di Quincy Jones).
Il brano Every Day I Have the Blues con Joe Williams del 1955 vinse il Grammy Hall of Fame Award nel 1992.
Nel 1958 Basie vinse due premi alla prima edizione dei Grammy Awards, con il suo LP Basie pubblicato dalla Roulette Records. Altre nomination furono ottenute negli anni seguenti da Breakfast Dance (1959), Barbecue (1959), Dance with Basie (1960), Basie at Birdland (1961) e The Legend (1962).
Nonostante le numerose certificazioni, nessuno di questi dischi vendette moltissimo, in seguito a ciò Basie si dedicò a collaborazioni con diversi famosi cantanti, come Frank Sinatra (avvalendosi come già accaduto con Eckstine,  degli arrangiamenti di Quincy Jones), Tony Bennett (1958/1959), Ella Fitzgerald (1963), Sammy Davis jr. (1965) e Jackie Wilson (1968).
Questo suo periodo risultò sgradito agli appassionati di jazz più integralisti, ed alla fine degli anni sessanta Basie tornò a una musica più in linea con la sua storia. Tuttavia la registrazione del concerto con Sinatra "At the Sands" di Las Vegas nel gennaio-febbraio 1965 (Reprise) rimane un classico dello swing ed uno dei migliori concerti sia per il cantante che per la band e l'arrangiatore.
Nel 1970 registrò l'album Afrique, un disco sperimentale e all'avanguardia che fu nominato ai Grammy Awards dell'anno successivo.
Nei primi anni settanta passò alla Pablo Records, con cui rimase fino alla morte. Di questo periodo sono gli album Basie Jam, Basie and Zoot, Prime Time e The Gifted Ones, con Dizzy Gillespie.
Massone, fu membro della Massoneria di Prince Hall.
Nel 1976 ebbe un attacco cardiaco che ne interruppe la carriera per diverso tempo e negli anni ottanta dovette esibirsi a volte su una sedia a rotelle.
Morì di cancro a Hollywood il 26 aprile 1984. Oggi riposa al Pinelawn Memorial Park  di East Farmingdale, New York.

## Discografia [edit]

### 1937–1939, Brunswick and Decca labels[edit]
- The Original American Decca Recordings (1937–1939, GRP-Decca)

### 1939–1950, Columbia and RCA labels[edit]
- The Complete Count Basie, Volumes 1-10 (1936–1941, CBS)
- The Complete Count Basie, Volumes 11-20 (1941–1951, CBS)
- Super Chief (1936–1942, Columbia)
- Count Basie, Volume 1: The Count and the President (1936–1939, CBS)
- Count Basie, Volume 2: Lester Leaps In (1939–1940, CBS)
- Count Basie, Volume 3: Don for Prez (1940–1941, CBS)
- Count Basie, Volume 4: One O'Clock Jump (1941–1942, CBS)
- Count Basie, Volume 5: Avenue C (1942, 1945–46, CBS)
- Count Basie, Volume 6: The Orchestra and the Octet (1946, 1950–51, CBS)
- Count Basie and His Great Vocalists (1939–1945, Columbia)
- America's No. 1 Band: The Columbia Years (1936–1964, Columbia) 4-CD
- Complete Original American Victor Recordings (1941–1950, RCA sessions, reissued on Definitive)
- Kansas City Powerhouse (1929–1932, 1947–1949, RCA/Bluebird)
- Planet Jazz (1929–1932, 1947–1949, RCA/BMG)

### 1950s [edit]
- The Count! (1952 [1955], Clef)
- Basie Jazz (1952 [1954], Clef)
- Basie Rides Again! (1952 [1956], Clef) contains some tracks released on Basie Jazz
- The Swinging Count! (1953 [1956], Clef) contains some tracks released on Basie Jazz
- Dance Session (1953, Clef)
- Dance Session Album #2 (1952–1954, Clef)
- The Complete Roost Recordings (1954, Roost) - Stan Getz box-set with Getz guesting with Basie on a three tracks at the end of the set.
- King of Swing (1953–1954 [1956], Clef) contains tracks released on Dance Session and Dance Session Album #2
- Basie Roars Again (1953–1954 [1956], Clef) contains tracks released on Dance Session and Dance Session Album #2
- Basie (1955, Clef) reissued as The Band of Distinction (1956, Verve)
- Count Basie Swings, Joe Williams Sings with Joe Williams (1955, Clef)
- April in Paris (1955–1956, Verve)
- The Greatest!! Count Basie Plays, Joe Williams Sings Standards with Joe Williams (1956, Verve)
- Metronome All-Stars 1956 (1956, Clef) with Ella Fitzgerald and Joe Williams
- Hall of Fame (1956, Verve)
- Basie in London (live, 1956, Verve)
- One O'Clock Jump with Joe Williams and Ella Fitzgerald (1957, Verve)
- Count Basie at Newport (live, 1957, Verve)
- The Atomic Mr. Basie (1958, Roulette)
- Basie Plays Hefti (1958, Roulette)
- No Count Sarah with Sarah Vaughan (1958, EmArcy)
- Sing Along with Basie with Joe Williams and Lambert, Hendricks & Ross (1958, Roulette)
- Breakfast Dance and Barbecue (live, 1958, Roulette)
- Not Now, I'll Tell You When (1958, Roulette)
- Welcome to the Club with Nat King Cole (1959, Capitol)
- Basie One More Time (1959, Roulette)
- Basie/Eckstine Incorporated (with Billy Eckstine, 1959, Roulette)
- In Person! (with Tony Bennett, 1959, Columbia)
- Chairman of the Board (1959, Roulette)
- Strike Up the Band with Tony Bennett (1959, Roulette)
- Everyday I Have the Blues with Joe Williams (1959, Roulette)
- Dance Along with Basie (1959, Roulette)

### 1960s [edit]
- I Gotta Right to Swing with Sammy Davis, Jr. (1960, Decca)
- Just the Blues with Joe Williams (1960, Roulette)
- The Count Basie Story (1960, Roulette)
- Not Now, I'll Tell You When (1960, Roulette)
- Kansas City Suite composed by Benny Carter (1960, Roulette)
- Count Basie/Sarah Vaughan with Sarah Vaughan (1961, Roulette)
- First Time! The Count Meets the Duke with Duke Ellington (1961, Columbia)
- The Legend composed by Benny Carter (1961, Roulette)
- Basie at Birdland (live, 1961, Roulette)
- Back with Basie (1962, Roulette)
- Easin' it (1962, Roulette)
- Basie in Sweden (live, 1962, Roulette)
- I Left My Heart in San Francisco with Tony Bennett (1962, Columbia)
- Sinatra-Basie: An Historic Musical First with Frank Sinatra (1962, Reprise)
- On My Way & Shoutin' Again! (1963, Verve)
- This Time by Basie! (1963, Reprise)
- More Hits of the 50's and 60's (1963, Verve)
- Li'l Ol' Groovemaker...Basie! (1963, Verve)
- Ella and Basie! with Ella Fitzgerald (1963, Verve)
- Basie Land (1964, Verve)
- It Might as Well Be Swing with Frank Sinatra (1964, Reprise)
- Pop Goes the Basie (1965, Reprise)
- Basie Picks the Winners (1965, Verve)
- Our Shining Hour with Sammy Davis, Jr. (1965, Verve)
- Arthur Prysock and Count Basie with Arthur Prysock (1965, Verve)
- Basie Meets Bond (1966, United Artists)
- Live at the Sands (Before Frank) (live, 1966 [1998], Reprise)
- Sinatra at the Sands with Frank Sinatra (live, 1966, Reprise)
- Basie's Beatle Bag (1966, Verve)
- Broadway Basie's...Way (1967, Command)
- Hollywood...Basie's Way (1967, Command)
- Basie's Beat (1967, Verve)
- Basie's in the Bag (1967, Brunswick)
- The Happiest Millionaire (1967, Coliseum)
- Half a Sixpence (1967, Dot)
- The Board of Directors with The Mills Brothers (1968, Dot)
- Manufacturers of Soul with Jackie Wilson (1968, Brunswick)
- The Board of Directors Annual Report with The Mills Brothers (1968, Dot)
- Basie Straight Ahead (1968, Dot)
- How About This with Kay Starr (1968, Paramount)
- Standing Ovation (live, 1969, Dot)
- Basic Basie (1969, MPS)
- Basie on the Beatles (1970, Happy Tiger)
- High Voltage (1970, MPS)
- Afrique (1971, Flying Dutchman)
- Have a Nice Day (1971, Daybreak)
- Bing 'n' Basie with Bing Crosby (1972, Daybreak)
- The Songs of Bessie Smith with Teresa Brewer (1973, Flying Dutchman)

### Pablo years[edit]
- Good Time Blues (live, 1970)
- Flip, Flop & Fly with Big Joe Turner (live, 1972)
- Jazz at Santa Monica Civic '72 with Ella Fitzgerald (live, 1972)
- Fun Time (live, 1975)
- Basie Big Band (1975)
- I Told You So (1976)
- Prime Time (1977)
- Montreux '77 (live, 1977)
- Milt Jackson + Count Basie + The Big Band, Vol.1 (1978)
- Milt Jackson + Count Basie + The Big Band, Vol.2 (1978)
- Live in Japan '78 (live, 1978)
- A Classy Pair with Ella Fitzgerald (1979)
- On the Road (live, 1979)
- A Perfect Match with Ella Fitzgerald (live, 1979)
- Digital III at Montreux (live, 1979)
- Kansas City Shout with Big Joe Turner (1980)
- Warm Breeze (1980)
- Send in the Clowns with Sarah Vaughan (1981)
- Farmer's Market Barbecue (1982)
- Me and You (1983)
- 88 Basie Street (1983)
- Fancy Pants (1983)

### Count Basie
- Count Basie in Kansas City: Bennie Moten's Great Band of 1930-1932 (RCA Victor, 1965)
- Basie Beginnings: Bennie Moten's Kansas City Orchestra (1929–1932) (Bluebird/RCA, 1989)
- The Swinging Count!, (Clef, 1952)
- Count Basie Presents Eddie Davis Trio + Joe Newman (Roulette, 1958)
- The Atomic Mr. Basie (Roulette, 1958)
- Memories Ad-Lib with Joe Williams (Roulette, 1958)
- Basie/Eckstine Incorporated with Billy Eckstine (Roulette 1959)
- String Along with Basie (Roulette, 1960)
- Count Basie and the Kansas City 7 (Impulse!, 1962)
- Basie Swingin' Voices Singin' with the Alan Copeland Singers (ABC-Paramount, 1966)
- Basie Meets Bond (United Artists, 1966)
- Basie's Beatle Bag (Verve, 1966)
- Basie on the Beatles (Verve, 1969)
- Loose Walk with Roy Eldridge (Pablo, 1972)
- Basie Jam (Pablo, 1973)
- The Bosses with Big Joe Turner (1973)
- For the First Time (Pablo, 1974)
- Satch and Josh with Oscar Peterson (Pablo, 1974)
- Basie & Zoot with Zoot Sims (Pablo, 1975)
- Count Basie Jam Session at the Montreux Jazz Festival 1975 (Pablo, 1975)
- For the Second Time (Pablo, 1975)
- Basie Jam 2 (Pablo, 1976)
- Basie Jam 3 (Pablo, 1976)
- Kansas City 5 (Pablo, 1977)
- The Gifted Ones with Dizzy Gillespie (Pablo, 1977)
- Montreux '77 (Pablo, 1977)
- Basie Jam: Montreux '77 (Pablo, 1977)
- Satch and Josh...Again with Oscar Peterson (Pablo, 1977)
- Night Rider with Oscar Peterson (Pablo, 1978)
- Count Basie Meets Oscar Peterson – The Timekeepers (Pablo, 1978)
- Yessir, That's My Baby with Oscar Peterson (Pablo, 1978)
- Kansas City 8: Get Together (Pablo, 1979)
- Kansas City 7 (Pablo, 1980)
- On the Road (Pablo, 1980)
- Kansas City 6 (Pablo, 1981)
- Mostly Blues...and Some Others (Pablo, 1983)
- 88 Basie Street (Pablo, 1983)

## Filmografia
- Crazy House, regia di Edward F. Cline (1943)
- La taverna delle stelle (Stage Door Canteen), regia di Frank Borzage (1943)
- Hit Parade of 1943, regia Albert S. Rogell (1943)
- Il capo famiglia (Top Man), regia di Charles Lamont (1943)
- Sugar Chile Robinson, Billie Holiday, Count Basie and His Sextet - cortometraggio (1950)
- Il Cenerentolo (Cinderfella), regia di Frank Tashlin (1960)
- Donne, v'insegno come si seduce un uomo (Sex and the Single Girl), regia di Richard Quine (1964)
- Mezzogiorno e mezzo di fuoco (Blazing Saddles), regia di Mel Brooks (1974)
- Last of the Blue Devils (1979)